# CyberBunker
CyberBunker（意为“数字地堡”；也有音译作“赛博朋克”的，但“bunker”实际上与“龐克”无关）是一家互联网服务供应商，据其网站称，它“向除儿童色情制品和任何与恐怖主义相关联的东西以外的任何网站提供服务”。它还为海盜灣以及維基解密的众多镜像之一提供托管。CyberBunker还被指控为垃圾邮件发送者、殭屍網絡命令与控制服务器、恶意软件和线上欺诈提供托管。该公司还参与了针对Spamhaus和美国国防部使用的IP地址的边界网关协议劫持。Spamhaus劫持是2013年3月针对他们发起的异常大型阻斷服務攻擊的一部分。该攻击的规模很大，因此受到了主流媒体的关注。

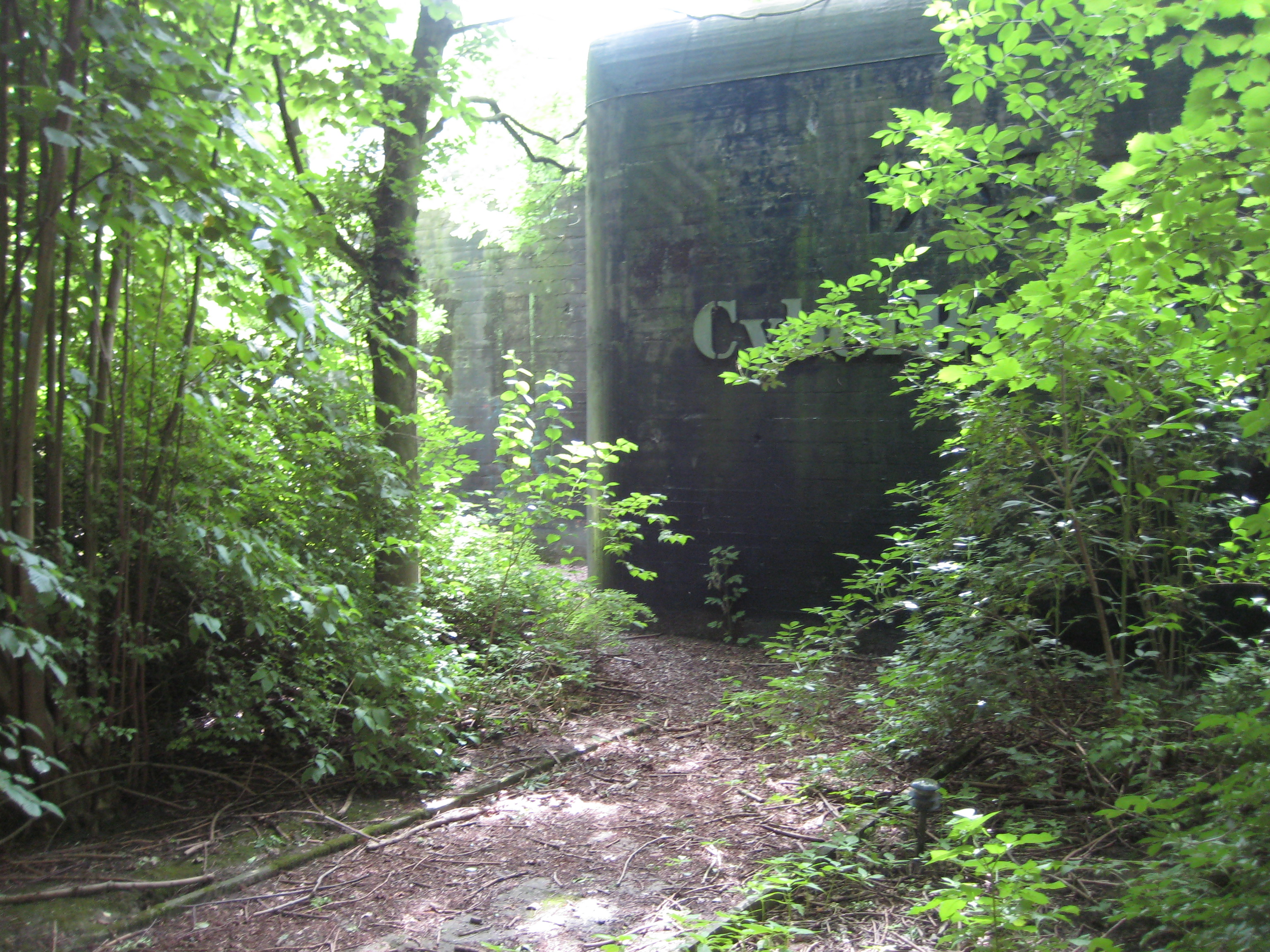
位於荷兰克卢廷厄的CyberBunker入口

该公司以曾经的所在地——一个前冷战地堡命名。该地堡建于1955年，位于荷兰南部小镇克卢廷厄（Kloetinge）外。其原本用途是战时作为可承受核战争的荷蘭軍隊的省军事指挥中心（荷蘭語：Provinciaal Militair Commando）。它在1994年被荷兰军方废弃。截至2013年，CyberBunker将其地址列为该地堡，但CyberBunker服务器的位置尚不清楚。
2019年9月，德国警方冲进特拉本-特拉巴赫附近的一个地堡里的数据中心，并将其关闭，据信该地堡属于该公司。七名嫌疑犯被捕。

## 历史
CyberBunker与法律的抵触由来已久。2002年，他们经营的堡垒发生火灾。火被扑灭后，其被发现除了提供互联网托管服务外，还设有一个MDMA（搖頭丸的主要成分）实验室。被指控运营该实验室的四名男子中，有三人被判处三年徒刑；由于缺乏证据，第四人被无罪释放。

### 海盜灣
2009年10月，受包括荷兰版权组织BREIN在内的多个反盗版组织起诉的BitTorrent tracker海盜灣从瑞典搬到了CyberBunker。汉堡地方法院于2010年裁定，不再允许在德国以CB3Rob Ltd＆Co KG名义经营的CyberBunker托管海盗湾，每项侵权行为处以25万欧元罚款或最多2年的监禁。

### Spamhaus
2011年10月，Spamhaus确定CyberBunker为垃圾邮件发送者提供托管，并联系了其上游提供商A2B，要求取消该服务。A2B最初拒绝了，仅屏蔽了与垃圾邮件有关联的单个IP地址。Spamhaus以将A2B地址空间列入黑名单来回应。A2B让步，下线了CyberBunker，但随后向荷兰警察提出了针对Spamhaus勒索的投诉。
2013年3月，Spamhaus将CyberBunker列入了黑名单。此后不久，便出现了利用域名系统（DNS）放大攻击进行的针对Spamhaus电子邮件和Web服务器的规模前所未有的阻斷服務攻擊（DDoS，峰值为300 Gbit/s；平均大规模攻击通常约为50 Gbit/s，而先前公开报道的已知最大攻击为100 Gbit/s）；截至2013年3月27日，攻击持续了一个多星期。Spamhaus首席执行官Steve Linford说，他们抵挡了这次袭击。其他公司（例如Google）已提供其资源来帮助分流。这次攻击被全球五个不同的国家网络警察部队调查。Spamhaus声称，CyberBunker与来自东欧和俄罗斯的“犯罪集团”是攻击的幕后黑手。CyberBunker没有回应英国广播公司（BBC）就该指控的评论请求。
总部位于加利福尼亚州旧金山的互联网安全公司CloudFlare也协助了Spamhaus抵抗DoS攻击。2013年3月28日，CyberBunker的网站短暂脱机，可能其自身成为了DDoS攻击的受害者。
2013年3月29日，与事件无关的安全数据存储公司BunkerInfra发布了一份新闻稿，称他们自2010年以来一直是这个前军事堡垒的所有人，并且CyberBunker对其继续使用该设施提出的任何主张都是虚假的，并且他们自2002年大火以来并未在堡垒中运营。《商业周刊》（Businessweek）报道说，他们收购堡垒时里面“满是垃圾”，并引述总经理Guido Blaauw的话说，CyberBunker的宣传材料是“全是PS的”。
2013年4月25日，应荷兰当局通过歐洲檢察官組織协作的请求，西班牙警方在在巴塞罗那逮捕了CyberBunker发言人Sven Olaf Kamphuis。次日，Pastebin上发布的一个匿名新闻稿要求释放Kamphuis，并威胁如果他继续被拘押，可能发起更多大规模攻击。西班牙当局报告说，Kamphuis在装备精良的地堡中工作，并使用货车作为移动机房。他们没有提供更多关于此地堡的信息。2013年9月，有消息显示，4月有另一人因Spamhaus攻击事件被捕，嫌疑人来自伦敦，年龄16岁。